# Willi Landers
Willi Landers es un deportista de la RDA que compitió en piragüismo en la modalidad de eslalon. Ganó dos medallas en el Campeonato Mundial de Piragüismo en Eslalon, plata en 1961 y oro en 1967.

## Palmarés internacional
| Campeonato Mundial | Campeonato Mundial                 | Campeonato Mundial | Campeonato Mundial |
| Año                | Lugar                              | Medalla            | Competición        |
| ------------------ | ---------------------------------- | ------------------ | ------------------ |
| 1961               | Hainsberg (RDA)                    | Medalla de plata   | C2 mixto           |
| 1967               | Lipno nad Vltavou (Checoslovaquia) | Medalla de oro     | C2 por equipos     |